# Киекуанйоки
Ки́екуанйо́ки (фин. Kiekuanjoki) — ручей в России, протекает по территории Лоймольского сельского поселения Суоярвского района и Кааламского сельского поселения Сортавальского района Карелии. Длина ручья — 10 км.
Ручей берёт начало из озера Киекуанъярви на высоте 125,2 м над уровнем моря и далее течёт преимущественно в юго-западном направлении.
Ручей в общей сложности имеет десять притоков суммарной длиной 20 км.
К бассейну ручья принадлежит озеро без поверхностного стока Валкеанлампи. В нижнем течении ручей протекает через озеро Кухиласлампи.
Впадает в озеро Янисъярви на высоте 64,4 м над уровнем моря.
Населённые пункты на ручье отсутствуют.
Название ручья переводится с финского языка как «кукарекающая река».
Код объекта в государственном водном реестре — 01040300212202000010945.